# بیرین (الجزایر)
بیرین (به عربی: البیرین) یک شهرداری در الجزایر است که در استان جلفه واقع شده‌است. بیرین ۲۶٬۶۱۷ نفر جمعیت دارد.